# Men-tchou-kou

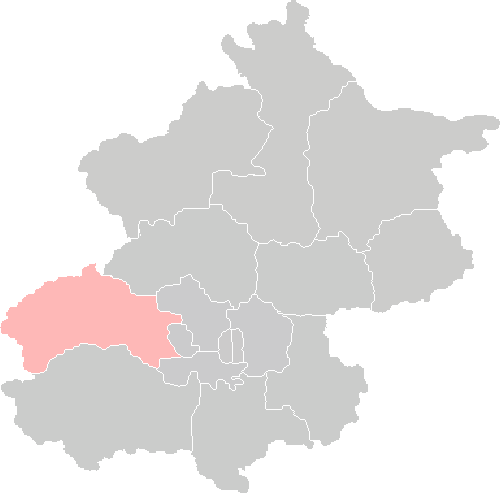
Poloha Men-tchou-kou na mapě Pekingu

Obvod Men-tchou-kou (čínsky v českém přepisu Men-tchou-kou čchü, pchin-jinem Méntóugōu Qū, znaky zjednodušené 门头沟区, tradiční 門頭溝區) je jeden z městských obvodů Pekingu, hlavního města Čínské lidové republiky. Leží na západním okraji metropole v Západních horách a má převážně venkovský a horský charakter. Celkově má rozlohu 1 312 čtverečních kilometrů a v roce 2000 v něm žilo 266 tisíc lidí.
Historicky se jednalo o významnou hornickou oblast, první záznamy o zdejším dolování pochází z období dynastie Ming. Dnes je ovšem velká část ložisek již vytěžena.